# Cette maison
Pour plus de détails, voir Fiche technique et Distribution.
Cette maison est un essai documentaire sorti en 2022 réalisé par Miryam Charles. Dans cette biographie imaginaire, la réalisatrice évoque le meurtre de sa cousine, alors âgée de 14 ans, survenu en janvier 2008 à Bridgeport aux États-Unis. Le film a été produit par Félix Dufour-Laperrière de la société de production Embuscade Films et distribué par La Distributrice.

## Synopsis
Bridgeport, 17 janvier 2008. Une jeune fille est retrouvée pendue dans sa chambre. Tout porte à croire qu'elle s'est suicidée, mais les résultats de l'autopsie révèlent une autre évidence. Dix ans plus tard, la réalisatrice examine les causes passées ainsi que les conséquences futures de ce crime non résolu. Telle une biographie imaginée, le film explore la relation entre la sécurité du lieu habitable et la violence qui peut la mettre en péril, tel un voyage fluide dans le temps et dans l'espace.

## Fiche technique
- Titre : Cette maison
- Titre anglais : This House
- Réalisation et scénario : Miryam Charles
- Direction photo : Miryam Charles et Isabelle Stachtchenko (en)
- Son : Gordon Neil Allen, Olivier Calvert, Martin.M.Messier
- Musique : Romain Camiolo
- Montage : Xi Feng
- Production : Félix Dufour-Laperrière
- Société de production : Embuscades films
- Société de distribution : La Distributrice de films
- Pays de production :  Canada
- Langues originales : français et créole, sous-titres anglais
- Genre : Essai documentaire
- Durée : 75 minutes

## Inspirations
Dans cette biographie imaginaire, la réalisatrice Miryam Charles évoque le meurtre de sa cousine âgée de quatorze ans, survenu en janvier 2008 à Bridgeport, aux États-Unis. Miryam Charles parle de Cette maison comme d'un essai documentaire, c'est-à-dire un mélange de documentaire et de fiction. Partant de cet événement réel qui a beaucoup marqué sa famille, elle crée une véritable lettre d’amour à sa cousine et à la mère de celle-ci, à qui elle a voulu rendre hommage.

## Production et festivals
Miryam Charles a reçu une bourse du Fonds des Talents de Téléfilm Canada et d'autres aides de la SODEC et du Fonds MELS pour ce film.
Cette maison a été présentée en première mondiale le 13 février 2022 à la Berlinale dans la section Forum  et remporte le Silvestre Award for Best Feature Film au IndieLisboa International Film Festival en plus d'avoir été présenté au Hot Docs en première canadienne le 1er mai 2022. Il a également été récompensé du Prix de l'innovation Daniel Langlois lors de la 51e édition du Festival du nouveau cinéma.